# Alegría (Cirque du Soleil)
Alegría es un espectáculo del Cirque du Soleil. Esta producción fue creada en 1994 por el director Franco Dragone y director de creación Gilles Ste-Croix.
Alegría es el show más popular y más querido por el público del Cirque du Soleil. Desde su estreno en abril de 1994, se ha presentado más de 7000 veces y lo han visto más de 14 millones de espectadores en más de 250 ciudades alrededor del mundo. Alegría se originó para ser un espectáculo superior con gira en carpa. Sin embargo, Alegría tomó un breve respiro y pasó a ser un show residente en la MGM Beau Rivage casino desde mayo de 1999 a octubre de 2000, año en el que retomó su gira mundial en carpa. Comenzando con su tour 2009 - 2010 América del Norte, el show fue convertido en formato de arena (sin carpa), que le permitió visitar ciudades que antes eran inaccesibles para el tour debido a su gran carpa. Realizó su última función el 29 de diciembre de 2013 en Ambéres (Bélgica) 
En 2018 la compañía anunció el regreso del espectáculo a la gran carpa para el 2019 con una renovación de la escenografía, vestuario, iluminación y Banda sonora siendo prácticamente una nueva versión. 
"Alegría" lleva su título original en castellano. El Cirque du Soleil describe el espectáculo como "una introspección operística de la lucha por el poder y la energía vigorizante de la juventud". Los trajes de Dominique Lemieux evidencian una estética barroca de decadencia y ornamentación, mientras que la partitura musical de la nueva era de René Dupéré presenta una mezcla única de francés, español, africano y Mediterráneo.

## Escenografía y Datos Técnicos
El escenario de Alegría es rematado por una cúpula gigante y decorado con columnas estilísticas y barandillas. La cúpula da la sensación de una estructura impresionante, potente, similar a construcciones arquitectónicas que utilizan iglesias y edificios gubernamentales. El escenario tiene rampas espiraladas en ambos costados que conducen hacia abajo, simbolizando lo desconocido. El diseño de iluminación estilística al siglo XVII refleja una atmósfera nostálgica. Por último, una paleta de colores otoñales crea la oscuridad luminosa del espectáculo.

## Espectáculo

### Personajes
- El Fleur: En ausencia de un rey, las Nostálgicas Aves Viejas tienen una sola opción a seguir: el Fleur. El Fleur es nuestro patrón dentro del mundo de Alegría; él es un poco impredecible y un hombre peligroso quien se cree el rey gobernante de Alegría. Fleur, nuestro guía en el mundo de Alegría, es poco fiable, espectral e imprevisible. Con su cetro de luz se pavonea de un sitio a otro siguiendo la corriente a las presuntuosas aves viejas que lo rodean. Puede parecer divertido y animado, pero es narigudo y jorobado. Fleur es en realidad celoso, mezquino e irascible. Es un personaje corrupto hasta la médula pero va ataviado con una vistosa chaqueta de cochero de terciopelo rojo, un sombrero negro y un chaleco de pedrería que apenas logra cubrir la grotesca protuberancia de su barriga.
- Las Nostálgicas Aves Viejas: Las Nostálgicas Aves Viejas han vivido en el lugar por mucho tiempo desde su existencia. Cortesanas sin una corte, las Aves Viejas admiran sus reflejos en los marcos de los espejos, pero ellas son solo unas conchas vacías, sombras de su propio ser. Las Aves Viejas observan lo que acontece como si siguiesen siendo jóvenes y hermosas, y el mundo aún les perteneciera. Son la vieja aristocracia, convencida pese a todo de su poder y hermosura. Pero en realidad son retorcidas, deformes y feas. Visten con sombreros originales y se esconden en sus atuendos exuberantes de profundos tonos malvas, verdes y dorados, recubiertos de encaje, joyas y bordados.

- Tamir y pequeño Tamir: El Tamir aparece cuando lo considera necesario, solamente desaparece una vez ya cuando ha cumplido su misión. Su gran sonrisa y ojos son las ventanas de un alma generosa, siempre a mano y dispuesto a ayudar, es como una criatura mágica que aparece cuando se le necesita y vuelve a desaparecer en cuanto ha cumplido su misión. Vestido con su distintivo abrigo dorado, sus pantalones blancos acolchados y su sombrero bombín, sonríe de oreja a oreja y mira con ojos brillantes que son las ventanas de su alma generosa.
- Las Ninfas: Mientras celebran cada aliento de vida, la exuberancia de lo sencillo, las frágiles ninfas son infecciosas, jóvenes y etéreas. Su volubilidad es contagiosa y su encantadora danza es capaz de ablandar un corazón de piedra. Estas amables criaturas se deslizan por el escenario cargadas de sensualidad y belleza.

- Los Bronx: Los Bronx son jóvenes y duros. Ellos son la próxima generación, listos para derrocar al antiguo régimen y arrebatarles el poder a los débiles Aves Viejas.
- Los Ángeles: Los Ángeles blancos son los elegantes guardianes de la Alegría. Ágiles, seguros de sí mismos y audaces, son la juventud del mañana que se ha posado en el palacio de los Cielos.
- La cantante de Blanco: La Cantante de Blanco es el símbolo de todo lo que alguna vez fue bueno en el antiguo régimen. Ella es la narradora de este mundo, cuyo canto refleja todo lo que ve. Canta su melancolía y su desesperación, su dicha y su felicidad. Su luminoso vestido blanco es exquisito: metros y metros de ondulante crinolina bajo un corsé y un miriñaque adornados con gemas y perlas. Con ese vestido y sus largos guantes blancos, sus movimientos recuerdan a los de la muñeca de porcelana de un joyero.
- La cantante de Negro: La Cantante de Negro es el alter ego de la Cantante de Blanco. Aunque también expresa en canciones el ambiente de Alegría, hay maldad en ella, transpira una cierta maldad. Su elegante vestido negro, que es un reflejo del de la Cantante de Blanco, esconde los secretos de su alma atormentada. También esconde muchos secretos en su oscuro corazón.
- Los payasos: Los payasos han sido capaces de resistir cambios en la política y transformaciones sociales. Testigos de los siglos que pasan, son los comentadores sociales de la Alegría. Los payasos reflejan el espíritu eterno de la humanidad, son visionarios, filósofos del absurdo. Son entrañables, cómicos e infantiles y convierten el mundo entero en su circo. Tienen los pies en el suelo, son realistas y narran pequeñas historias de la vida cotidiana, en las que todos somos héroes, todos podemos enamorarnos y a todos nos pueden romper el corazón.

### Actos
- Trapecio Sincronizado: Sentados en sus trapecios individuales, dos aerialistas ejecutan en una demostración de armonía y belleza. En esta rutina, el atrevido dúo desafía la ley de la gravedad con sus torsiones y maniobras en el aire, aumentando cada vez más las hazañas acrobáticas.

- Payasos

- Powertrack: Los Bronx son los jóvenes y los duros; son la generación por venir. Individualmente así como pandilla, sus hazañas acrobáticas en el circuito rápido son la medida de su poder. Son fuertes, aunque también sensuales y elegantes. Son una fuerza imponente a la vez que una celebración de la juventud.

- Malabarismo: Combinando agilidad, fortaleza y elegancia, el artista solista eleva su cuerpo por el aire habilidosamente, equilibrando su peso sobre una mano y luego sobre la otra mientras crea elegantes y notables figuras.

- Payasos

- Baile con Cuchillo y Fuego: Tribal y mágico, este auténtico baile ritual es ejecutado al ritmo de tambores de congo de un artista serpenteando sus cuchillos de fuego como batuta por su cuerpo entero, desde sus pies hasta sus manos y boca en una danza seductora y peligrosa.

- Payaso con Vela

- Manipulación: Consiste en la manipulación de aros hula, cintas, tiras, etc.

- Tormenta de Nieve: Reflejando el eterno espíritu de la humanidad, que da a ver las emociones de la vida en el corazón; los payasos son los testigos del paso de los siglos, siendo los comentadores sociales del mundo de Alegría. Basados en la vida real, relatan historias de la vida cotidiana donde todos son héroes y donde cualquiera puede enamorarse y tener el corazón roto. Los payasos son los visionarios, filósofos de lo absurdo. Atractivos, cómicos y pueriles, convierten al mundo en un circo.

- Hombre volador: Este virtuoso desafía la gravedad combinando la elasticidad del bungee y el poder de los aros de gimnasia, el artista se lanza a través del aire mientras ejecuta proezas acrobáticas. Su impresionante presentación es una amalgama de increíble habilidad, agilidad y fortaleza. Aunque su esculpido físico es imponente, es delicado y grácil.

- Barras Rusas: Acróbatas voladores son empujados en el aire por una sola, doble o triple barra que se alza sobre los hombros robustos de los captores poderosos. Los acróbatas realizan saltos sincronizados a una velocidad increíble. Las Barras Rusas requieren una gran cantidad de concentración y la confianza mutua entre los artistas intérpretes o ejecutantes. Cada barra es flexible y mide de dos a seis pulgadas de ancho.

- Contorsión: Estas dos criaturas semejantes a un ave ejecutan imaginativas e impresionantes hazañas de flexibilidad y equilibrio mientras se alzan sobre una mesa giratoria aparentemente ingrávida. Con sus movimientos fluidos, el dúo se mueve como una sola entidad, metamorfoseándose en formas esculpidas de manera extraordinaria.

- Area de Barra Alta: Tres barras a una altura de más de 40 pies sobre el escenario forman el parque aéreo de acróbatas atrevidos que vuelan hacia los brazos de los captores poderosos, suspendidos de sus rodillas sobre un columpio humano. El acto, realizado por acróbatas rusos, culmina en un desafío a la muerte, saltando todo desde arriba a la red. Es muy bueno.

## Vestuario
Los trajes de Alegría tienen una dicotomía relacionada con el orden antiguo y el nuevo orden. El viejo orden tiene trajes que recuerdan de la edad dorada de Nueva York como ellos están finamente decoradas con plumas, encajes y otros adornos. El nuevo orden, por otro lado, representando a la juventud del mañana, tienen las mismas tonalidades ricas como el viejo orden, mientras que las telas utilizadas son más ligeras y más suaves, ayudando a destacar la agilidad de la juventud. Más de 400 piezas de vestuario comprenden el conjunto de armario de Alegría , incluyendo zapatos, pelucas, sombreros, etc.. Como un ejemplo de cuánto tiempo se necesita para crear cada traje personalizado, más de 200 horas se necesitan para crear un disfraz de Ave Vieja.[3]
Fleur: Parte del viejo orden, Fleur es fácilmente reconocible en su chaqueta de terciopelo rojo y chaleco enjoyado.
Cantante en blanco: parte del viejo orden, la Cantante de Blanco tiene un marco de aro-falda con joyas debajo que es una falda crinoline.

## Música
El aclamado tema musical "Alegría" fue compuesto por René Dupéré, quien había compuesto numerosas partituras para producciones anteriores del Cirque, incluyendo Nouvelle Expérience, Saltimbanco y Mystère .
La música de Alegría lanzó un álbum el 27 de septiembre de 1994 y el álbum más vendido de todo el Cirque du Soleil hasta la fecha, habiendo vendido más de 500.000 copias en todo el mundo. El álbum fue nominado para un Premio Grammy y varios Premios de Félix en 1995, ganando dos de este último: "productor del año' para 'Mezclador de sonido del año' por Rob Heaney, Robbi Finkel y René Dupéré. Alegría también se ubicó en el Mundo de música Billboard durante 65 semanas.[9]
La vocalista principal del álbum es la cantante franco-canadiense, capacitada en ópera Francesca Gagnon. Gagnon también presente como 'La Cantante de Blanco' (vocalista principal) en el DVD de Alegría, con su compañera de apoyo la canadiense Ève Montpetit como 'La cantante de negro'.
Varias versiones de la banda sonora han estado disponibles desde su lanzamiento original. En 2002, la banda sonora fue relanzada por Cirque du Soleil Musique Inc., con un adicional dos pistas titulada 'Cerceaux' y 'Malioumba' (ambos con voz por Francesca Gagnon) grabado en shows en vivo durante la temporada 2001 de Alegríaen Sídney. En 1995, una edición limitada de empleado, Alegría: Live at Fairfax, fue creado para los artistas y la tripulación de la producción. Esta edición especial presenta la partitura completa en CD y es considerada una pieza de colección.
Las pistas de la versión original de 1994, incluyendo las dos pistas extendidas desde 2002 se enumeran a continuación y junto a son los actos durante los cuales se reproducen.[10]
1. Alegría (Final)
2. Vai Vedrai (Trapecio Sincronizado)
3. Kalandéro
  - Cable de polo de hombro (1994-1995)
  - Cuerda Floja (1996, 2001)
  - Malabarismo (2002-2004, a partir de 2006)
  - Slackwire (2004-2005)
4. Querer (Instalación de Barra Alta)
5. Irna (Power Track)
6. Taruka (Contorsionismo)
7. Jeux D'enfants (Intermedio)
8. Mirko (Apertura)
9. Icare (Barra Alta)
10. Ibis
  - Cubo Aéreo (1994-1996, 1997-1999, 2004-2008)
  - Hombre Volador (1996-1997, 2003-2004)
11. Valsapena (Power Track)
12. Nocturne (Tormenta de Nieve)
13. Cerceaux (Manipulación/Aros)
14. Malioumba (Hombre Volador)

Alegría 2019
Mirko-Opening y Barras Rusas
Kalendero-Cyr Wheel
Querer-Trapecio Dúo
Cereaux-Fire
Jeux D'enfants-Clown
Alegría-Corréas Aéreas
Ibis-Manipulación de aro
Irna/Valsapelena-Power Track y Fast Track
Taruka-Acto no encontrado
Vai Vedrai-Contorsión
Malioumba-Set Up High Bar
Valsajoia-High Bar
Alegría (Encore)-Final
La música de Alegría también se ha ofrecido (remezclada) en la gira Delirium y en sol de media noche( "Midnight Sun") - el 11 de julio de 2004, donde el Cirque du Soleil montó Midnight Sun solo para esta ocasión, el XXV Aniversario del Festival de Jazz de Montreal.

### Alegría (banda sonora)
La banda sonora de Alegría en CD fue publicado el 27 de septiembre de 1994 por RCA Victor Records y distribuido por la BMG (UPC 090266270125). Sigue siendo el álbum más vendido de Cirque du Soleil hasta la fecha, habiendo vendido más de 500000 copias en todo el mundo. La banda sonora fue nominada para un premio Grammy y varios Premio Félixs en 1995, ganando dos de este último, ganó también "Productor del Año 'para Robbi Finkel junto con René Dupéré, y 'Sound Mixer of the Year' para Rob Heaney. Alegría también fue aclamada en los Billboard World Music Chart durante 65 semanas.
En 2002, la banda sonora fue republicada por Cirque du Soleil Musique Inc, con dos pistas adicionales registradas en shows en vivo durante la Alegría 2001 temporada en Sídney.

### Cantantes
La banda sonora del espectáculo fue grabada con la voz de la franco-canadiense Francesca Gagnon. Gagnon también caracterizó al personaje "La cantante de blanco" (vocalista principal) en el DVD Alegría, junto con la vocalista de apoyo franco-canadiense Eve Montpetit quien interpretó a "La cantante de negro». Sin embargo, en la práctica, la "troupe" de cantantes rota cada cierto tiempo con el fin de evitar "burn-out".

## Filmografía

### Alegría, la película
En 1999, Alegría fue adaptado en una película del mismo nombre, escrita por Rudy Barichello y dirigido por Franco Dragone. El elenco incluye actores como Frank Langella, Mako, Julie Cox y una aparición de Whoopi Goldberg, así como varios artistas y músicos de la producción (muchos aparecieron en la película y el DVD Alegría ). La película emplea una narrativa estructurada convencional en contraposición a la abstracta alegoría del show en vivo.

### Alegría
Cirque du Soleil lanzó una producción de DVD para el show, Alegría. Fue filmado en julio de 2001, en Sídney, Australia. Esta producción fue dirigida y producida por Nick Morris. Usó 14 cámaras y especial rodaje técnicas para crear una experiencia de visualización que transporte al espectador al centro de la actuación.

## Gira
Alegría completó su gira en Europa, finalizando en Gijón en los meses de agosto y septiembre de 2007.
En el 2007, Alegría siguió su gira por América del Sur dirigiéndose a Brasil, y en el 2008 siguió su gira por América del Sur en Argentina y Chile.
Después de haber concluido con su gira por Sudamérica, Alegría se dirigió hacia Corea del Sur, Taiwán y finalizando su gira asiática en carpa en la ciudad de Dubái. Alegría realizó una gira en arena (sin carpa) por Estados Unidos y Canadá. Y, a finales del 2011, comenzó una gira en arena por Europa. Después de hacer gira por 19 años, Alegría dio su última función en Amberes, Bélgica el 29 de diciembre de 2013. Cirque Du Soleil ha confirmado el regreso de Alegría para el año 2019.

### Europa Arena
- Newcastle, UK - Del 17 de octubre de 2013 al 20 de octubre de 2013

- Leeds, UK - Del 23 de octubre de 2013 al 27 de octubre de 2013

- Liverpool, UK - Del 30 de octubre de 2013 al 3 de noviembre de 2013

- Nottingham, UK - Del 6 de noviembre de 2013 al 10 de noviembre de 2013

- Lille, FR - Del 13 de noviembre de 2013 al 17 de noviembre de 2013

- Burdeos, FR - Del 20 de noviembre de 2013 al 24 de noviembre de 2013

- Valencia, ES - Del 27 de noviembre de 2013 al 1 de diciembre de 2013

- Gijón, ES - Del 4 de diciembre de 2013 al 8 de diciembre de 2013

- Santander, ES - Del 11 de diciembre de 2013 al 15 de diciembre de 2013

- Madrid, ES - Del 18 de diciembre de 2013 al 22 de diciembre de 2013

- Ámberes, BE - Del 26 de diciembre de 2013 al 29 de diciembre de 2013

## Revival
En 2019, Cirque du Soleil anunció el regreso de Alegría. Después de mucha especulación, la compañía circense reveló que llevaría el nombre de Alegría: In A New Light, dejando en claro que no sería igual a la versión original. 
El show se estrenó el 18 de abril de 2019 bajo la Gran Carpa en el Viejo Puerto de Montreal.

### De Cine
- Alegría en IMDb

### De Música
- Alegría, Músicos y vocalistas en The Cirque Tribune
- Entrevista a la compositora René Dupéré (Las Vegas Sun)
- Sitio web de René Dupéré
- Sitio web oficial de Francesca Gagnon (La cantante de blanco)
- Sitio web oficial de Denise Stefanie (Cantante actual del show Alegría) (enlace roto disponible en Internet Archive; véase el historial, la primera versión y la última).

- Datos: Q2193185
- Multimedia: Cirque du Soleil Istanbul 2012 Alegría / Q2193185